# Marine Midland Building
Marine Midland Building este o clădire cu 51 de etaje din New York City, aflată în proprietatea companiei Union Investment.